# Jane Bernigau
Jane Bernigau, née le 5 octobre 1908 à Sagan, décédée le 23 mars 1992 à Husum, est une gardienne de camps de concentration nazis qui sévit dans différents camps durant la Seconde Guerre mondiale.

## Biographie
Gerda Bernigau est née le 5 octobre 1908 à Żagań, maintenant en Pologne. 
En 1938, elle rejoint le personnel du camp de Lichtenburg (Allemagne). Elle est promue chef gardienne (Oberaufseherin) à Gross-Rosen. En mai 1939, elle est envoyée à Ravensbrück comme gardienne.
En septembre 1942, elle est envoyée comme gardienne à Mauthausen. Elle est affectée au camp de concentration de Gross-Rosen en 1944 comme gardienne en chef et s'occupait de la formation des candidates gardiennes. 
En 1945, elle n'a jamais été poursuivie pour crimes de guerre. Après la guerre, elle a vécu en Allemagne de l'Ouest et selon l'historien allemand Isabelle Sprenger, elle a été plusieurs fois interrogée par les autorités, pour la dernière fois en 1976.